# Пироговская битва
Пироговская битва или битва на Десне — бой 21 февраля 1664 года на переправе через Десну у села Пироговка под Новгородом-Северским, произошедший во время Московского похода короля Речи Посполитой Яна II Казимира.
После неудачной осады Глухова армия Речи Посполитой направилась к Севску, где было, однако, принято решение прекратить поход и отступать через Новгород-Северский и Стародуб на подконтрольную территорию в Великое княжество Литовское. Вдогонку за армией Яна II Казимира выступило левобережное казацкое войско под предводительством Ивана Брюховецкого и русское войско Григория Ромодановского.
Хотя в советской историографии традиционно считалось, что русско-казацкое войско настигло Яна II Казимира при переправе через Десну и нанесло ему серьёзное поражение, в реальности королевскому войску удалось спокойно переправиться через реку и достичь окрестностей Новгорода-Северского 15 (25) февраля 1664. В лагере под Новгородом-Северским по обвинению в сотрудничестве с противником был казнён знаменитый казацкий полковник Иван Богун. На переправе были оставлены отряды Катского и Бидзинского с рейтарами и драгунами. Узнав о приближении преследовавшего его войска, Ян II Казимир вновь вывел войска к Десне, намереваясь сразиться с Брюховецким и Ромодановским. От попытки встретить русских и левобережных казаков на противоположенном берегу его удержали опытные полководцы Станислав Потоцкий и Стефан Чарнецкий, справедливо полагавшие, что лесистая местность помешает массированной атаке польско-литовской конницы.
Против Ромодановского и Брюховецкого было оставлено лишь слабое сторожевое охранение перед переправой. Король и его военачальники, вероятно, намеренно пытались заманить преследовавшую их армию на переправу. Действовавшие на противоположенном левом берегу польско-литовские части 18 (28) февраля 1664 столкнулись под Воронежем (пгт Сумской области) с наступающим русско-казацким авангардом и были обращены в бегство. Основная королевская армия стояла на правом берегу вне поля зрения противника. Брюховецкий направил 21 февраля (2 марта) 1664 несколько тысяч казаков через мост на правый берег, но там они были атакованы хоругвями Чарнецкого и отброшены назад. При этом казаки понесли потери свыше 500 человек и было взято в плен несколько языков. Польские источники заявляли, будто бы сам Брюховецкий участвовал в рейде на правый берег и едва спасся.
Ян II Казимир не решился переправиться с войском на противоположенный берег и стал ожидать повторной попытки войска Ромодановского и Брюховецкого дать битву на правом берегу Десны. Ещё несколько дней продолжалась перестрелка через реку. Однако узнав от языка, что Ромодановский не планирует форсирования реки под огнём вражеской артиллерии, Ян II Казимир снялся с позиций и двинулся к Стародубу и далее в литовские пределы. Сам Новгород-Северский так и не был взят польско-литовской армией. Находившиеся при ней крымские татары из-за нападений на их владения царских войск под предводительством Григория Косагова, а также запорожских (Иван Серко) и донских казаков поспешили покинуть короля.
По словам казацкой летописи Самовидца, а также летописца Григория Грабянки, если бы к битве на Десне подоспели другие русские соединения (к примеру, войско князя Якова Черкасского из Брянска или князя Григория Куракина из Путивля), то польская армия была бы разгромлена полностью и едва король смог бы спастись. Это, вероятно, является преувеличением.
После битвы королевская армия разделилась, Стефан Чарнецкий направился на Чернигов, тогда как Ян II Казимир двинулся на северо-запад, в сторону белорусских земель. Согласно воспоминаниям французского герцога Антуана де Грамона, состоявшего на службе у короля, потери королевской армии при отступлении были весьма тяжёлыми. Продолжив путь к Могилёву, в марте Ян II Казимир потерпел поражение в битве под Дроковом, где его настигли войска Якова Черкасского.